# Celso Dourado
Celso Loula Dourado (Irecê, 10 de junho de 1932) é um político brasileiro. Empresário agropecuário, professor de ciências humanas da Universidade Católica, diretor do Colégio Dois de Julho, em Salvador, e pastor presbiteriano. Exerceu o mandato de deputado federal constituinte em 1988. É filho de Teonília Dourado Loula e Ademar da Silva Loula.
Em 1957, formou-se em Teologia no Seminário Presbiteriano do Sul em Campinas (SP). Foi eleito vereador de Campo Formoso (BA) em 1961, filiado ao Partido Trabalhista Brasileiro (PTB). Apossou-se do cargo no ano seguinte, cumprindo a legislatura até 1966. Depois do término dos partidos políticos na ditadura militar, em outubro de 1965, participou ativamente da organização do Movimento Democrático Brasileiro (MDB), legenda oposicionista ao regime militar inplantado no país em abril de 1964.
Estudou Filosofia na Universidade Federal de Santa Catarina (UFSC), em 1970 e 1971, em Florianópolis, depois transferiu para a Universidade Católica do Salvador, onde realizou a licenciatura em Filosofia até 1972.
Com sua influência na região de Irecê, se elegeu com a maioria dos votos dos protestantes, e aplicava recursos de organizações mundiais evangélicas em obras sociais, como poços coletivos e sistemas de irrigação para agricultores. Seus principais ideais de governo declarados na campanha eram os direitos sociais dos trabalhadores e a reforma agrária.
Em fevereiro de 1982, com a agregação do PP ao Partido do Movimento Democrático Brasileiro (PMDB), agremiação sucessora do MDB, filiou-se a esta legenda. Nas eleições de mesmo ano, apoiou a candidatura de Waldir Pires ao governo da Bahia, de quem era companheiro político desde a década de 1960.
Em 1990, disputou a reeleição na legenda do Partido da Social Democracia Brasileira (PSDB), porem não atingiu o numero de votos necessário, deixando a Câmara dos Deputados ao final da legislatura, em janeiro de 1991.
Em 1997 foi convidado a ocupar o cargo de secretário de Educação de Irecê.

Em 2016 foi eleito Prefeito de João Dourado pelo PT.